# Angels of Heaven
Angels of Heaven è il primo singolo estratto da Go!, terzo album dei Fair Warning.

## Formazione
- Tommy Heart (voce)
- Andy Malecek (chitarra)
- Helge Engelke (chitarra)
- Ule Ritgen (basso)
- Philippe Candas (batteria)

## Tracce
1. Angels of Heaven
2. I'll Be There
3. Without You (EP Version)
4. Light in the Dank
5. Angels of Heaven (Karaoke Version)